# Ficus oreophila
Ficus oreophila är en mullbärsväxtart som beskrevs av Henry Nicholas Ridley. Ficus oreophila ingår i släktet fikonsläktet, och familjen mullbärsväxter. Inga underarter finns listade i Catalogue of Life.